# Trinity County (Californië)
Trinity County is een county in Californië in de VS. Het was een van de eerste county's en werd gevormd in 1850.
Het kreeg zijn naam van de Trinity River, ontdekt in 1848 door majoor Pearson B. Reading.

## Geschiedenis
Trinity County had in de 19e eeuw een bloeiende Chinese migrantengemeenschap. De meeste Chinese Amerikanen hier deden aan goudzoeken in de bergen. Rond 1880 woonden er bijna tweeduizend Chinese Amerikanen in deze county. Er waren drie daoïstische tempels. Tegenwoordig is de Won Lim Temple, die al in 1853 bestond, een toeristische attractie, maar heeft nog wel haar religieuze functie kunnen behouden door de familie Moon Lee en andere religieuze mensen.

## Geografie
De county heeft een totale oppervlakte van 8.307 km² (3.208 mijl²) waarvan 8.233 km² (3.179 mijl²) land is en 75 km² (29 mijl²) of 0,90% water is.

### Aangrenzende county's
- Mendocino County - zuiden
- Humboldt County - westen
- Siskiyou County - noorden
- Shasta County - oosten
- Tehama County - zuidoost

### Steden en dorpen
- Hayfork
- Lewiston
- Weaverville